# Руссель, Седрик
Седри́к Руссе́ль (фр. Cédric Roussel; 6 января 1978, Монс, Бельгия — 24 июня 2023, Брюссель, Бельгия) — бельгийский футболист, нападающий.

## Биография
В сезоне 2002/03 Седрик стал лучшим бомбардиром чемпионата Бельгии, выступая за «Монс».
В августе 2004 года он перешёл в российский «Рубин» (Казань). В Премьер-лиге дебютировал 16 августа, выйдя на замену на 63-й минуте в домашнем матче против раменского «Сатурна». 25 сентября забил единственный гол — в ворота «Динамо». Всего провёл за «Рубин» 6 матчей. По словам генерального директора клуба Фарита Хабриева, «Русселя в Казани всё раздражало», и в январе 2005 года он был отдан в аренду в «Стандард» из Льежа.
Завершил свою карьеру в 2014 году. 24 июня 2023 года бывшему футболисту стало плохо в кафе на центральной площади Брюсселя. Прибывшая на место скорая помощь целый час пыталась реанимировать Русселя, однако спасти его жизнь не смогла.